# Orage supercellulaire
Pour les articles homonymes, voir Orage (homonymie) et Supercell.
L’orage supercellulaire, appelé parfois supercellule orageuse, est un type particulier d'orage qui est associé avec des phénomènes violents comme les tornades et la grosse grêle. Il se caractérise par une énergie potentielle de convection disponible élevée (plus de 1 500 J/kg), par un courant ascendant permettant une très large extension verticale (jusqu'à plus de 15 km) et par un changement des vents avec l'altitude dont la direction tourne. Le tout amène un renforcement du mouvement vertical sous le courant ascendant et l'effet de la synchronisation entre le front de rafales descendantes et le courant ascendant est perceptible.
Plus l'énergie potentielle de convection disponible sera importante, plus le sommet du nuage d'orage sera élevé et plus intenses seront les phénomènes. Des valeurs extrêmes d'énergie potentielle de convection disponible de 6 000 J/kg ont été mesurées lors des tornades de l'Oklahoma du 3 mai 1999 qui ravagèrent la banlieue sud d'Oklahoma City. En règle générale, les orages supercellulaires se trouvent dans le secteur chaud d'un système dépressionnaire et se déplacent généralement à l'avant du front froid en direction du centre associé à la perturbation (nord-est dans l'hémisphère nord, sud-est dans l'autre).

## Description

### Orage supercellulaire typique

Morphologie d'une supercellule vue du sud-ouest vers le nord-est dans l'hémisphère nord.

Les orages supercellulaires sont des cellules orageuses indépendantes en équilibre stable entre le courant ascendant et les courants descendants dans le nuage, ce qui leur permet de vivre très longtemps. Elles peuvent produire de la grosse grêle, des vents destructeurs et des pluies torrentielles. De plus, si un cisaillement horizontal du vent en surface est transformé en tourbillon vertical par le courant ascendant, ces supercellules peuvent produire des tornades si la rotation est accentuée par le courant descendant. 
Sur l'image de droite, une représentation d'un tel cumulonimbus 
comprend, :
- Une enclume à la tropopause qui est une barrière au développement vertical du nuage. Elle s'étend loin de la cellule originale poussée par des vents horizontaux très forts ;
- Un sommet en dôme stratosphérique, dit sommet protubérant, qui dépasse l'enclume là où le courant ascendant se trouve et indique qu'il est assez fort pour vaincre l'inversion de température à la tropopause ;
- Des mammatus sous l'enclume, des protubérances nuageuses formées par l'air froid d'altitude descendant par "poussée négative d'Archimède" dans le nuage. Ils sont signe d'instabilité ;
- Dans le flanc arrière droit, derrière les précipitations, une tornade sous le nuage-mur (Wall-cloud).
- Une ligne de flanc formée de petits cumulonimbus ou cumulus congestus engendrés par l'ascension de l'air chaud aspiré par l'ascendance principale ;
- Des trombes terrestres le long du front de rafales peuvent se former. Elles sont dues à un phénomène de convergence.

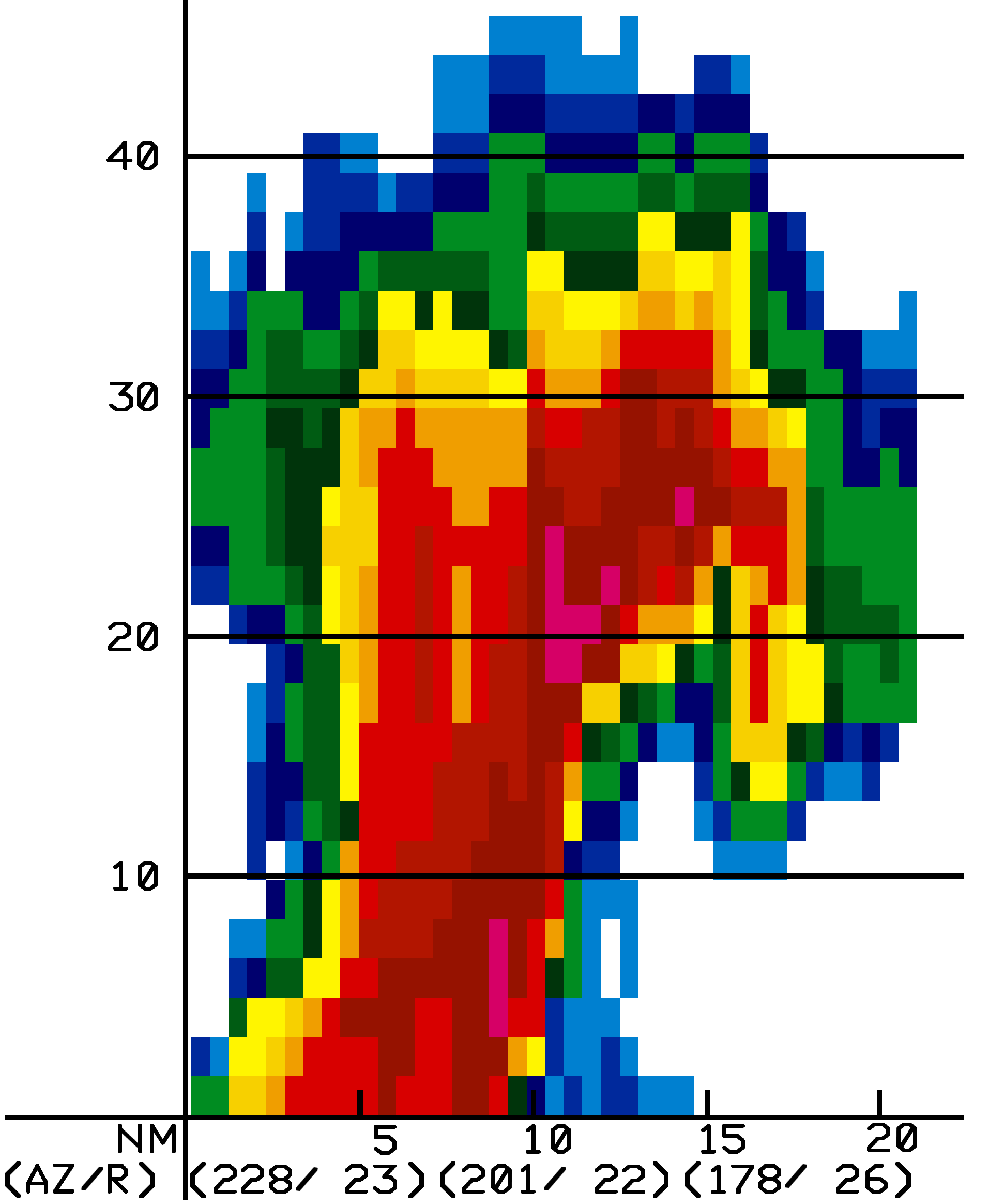
Coupe verticale d'un orage supercellulaire, vu par radar, qui montre la structure en voûte

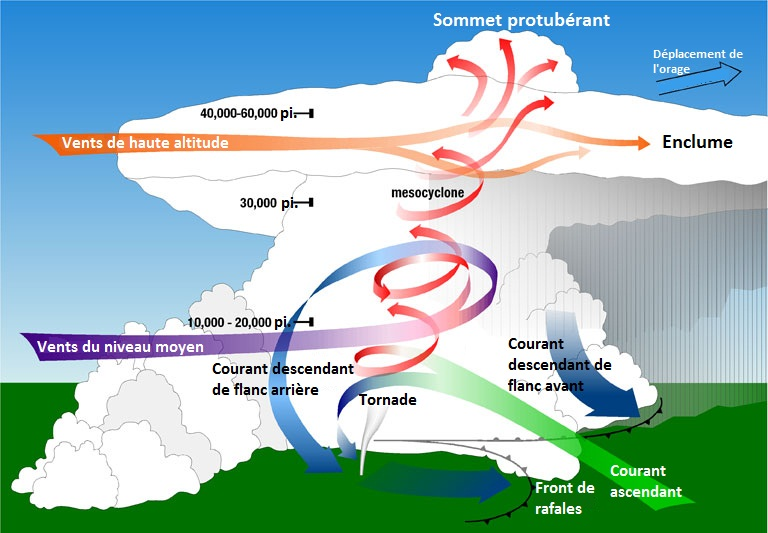
Circulation de l'air dans un orage supercellulaire

Du point de vue radar, il est possible de remarquer une voûte sans écho (dite voûte d'échos faibles) dans une coupe verticale (image de gauche), là où le fort courant ascendant permet à l'humidité contenus dans les particules d'air entrant en convection de ne se condenser qu'à très haut niveau. 
Ceci donne sur une coupe horizontale (PPI ou CAPPI) une forme à bas niveau d'écho en crochet à l'image radar et un fort gradient de réflectivité près du crochet. Du point de vue circulation de l'air, les zones en bleu sur la figure de droite montrent où l'air descend dans ce type de nuage donnant des rafales au sol, les courants descendants de flanc avant et arrière. Dans le flanc arrière, le courant descendant entre en interaction avec le courant ascendant (vert et rouge) et c'est à cet endroit que mésocyclones et tornades peuvent se produire.
Des expériences ont également montré que la densité de coups de foudre à l'intérieur d'un orage supercellulaire donne un trou de foudre dans le courant ascendant et la voûte d'échos faibles.

### Trajectoire de l'orage

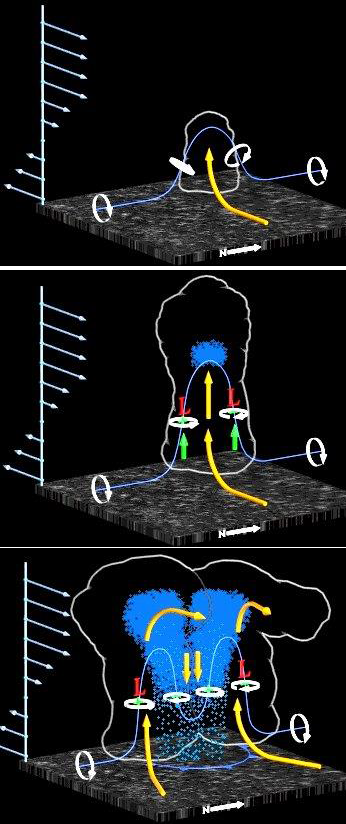
Basculement du vortex par le courant ascendant et division de la cellule.

Un orage supercellulaire se déplace avec le vent moyen dans la couche de la troposphère où il se trouve. En général, ce vent moyen est de secteur sud-ouest dans l'hémisphère nord (sud au sol et ouest en altitude) et du nord-ouest dans l'hémisphère sud (nord au sol et ouest en altitude). Normalement, ces orages se déplacent donc vers le nord-est dans l'hémisphère nord et peuvent donner une variété de phénomènes violents, tels de la grêle ou des rafales descendantes, mais ceux qui donnent des tornades se déplacent généralement à droite de la trajectoire normale, soit vers l'est ou le sud-est. La majorité des tornades ont une rotation cyclonique mais quelques-unes peuvent être des tornades anticycloniques.
Ces cellules supercellaires sont appelés par de nombreux auteurs « orages violents vers la droite » (severe right thunderstorms,). Elles sont faciles à repérer au radar météorologique en notant leurs précipitations ou le déplacement dans le temps de leur mésocyclone qui forment une trace à la droite du mouvement général des autres orages. Les supercellules violentes peuvent aussi se déplacer vers la gauche, mais dans ce cas elles sont moins souvent associées à des tornades.
La raison pour ce comportement vient du fait que le cisaillement horizontal du vent dans la couche près du sol est transformé en rotation verticale par le courant ascendant dans un orage supercellulaire. Le tube de rotation comprend une branche montante et une branche descendante (comme en haut dans la figure ci-contre). En réponse au changement de pression qu'implique le mouvement ascendant, il se forme une dépression au niveau moyen de l'orage de chaque côté de celui-ci (L dans image centrale). La colonne en rotation se trouve allongée par la différence de pression entre le sol et ces dépressions; sa rotation ainsi s'en trouve accélérée, comme pour un patineur en rotation qui rapproche ses bras près de son corps. La rotation montante est cyclonique et celle descendante est anticyclonique. 
Par la suite, un courant descendant se forme en altitude lorsque la masse de précipitations dans l'orage se met à descendre (image du bas). Ce courant entraine avec lui une section du tube de rotation vers le bas et divise l'orage en deux. Lorsque le cisaillement avec l'altitude est linéaire (augmente avec l'altitude mais le vecteur de changement reste dans la même direction), aucune des deux supercellules n'est favorisée et elles peuvent également donner une tornade. Mais en général, le cisaillement est courbe (change de direction avec l'altitude) vers l'est (dans l'hémisphère nord) ce qui se trouve la direction du flux entrant d'air environnemental et donc du maximum de mouvement vertical. C'est pourquoi, les orages à trajectoire vers la droite sont généralement ceux qui donnent des tornades. Il arrive cependant, que le cisaillement soit courbé vers la gauche. Dans ce cas, les rôles sont inversés et c'est la cellule de gauche qui prend le dessus et donne une tornade. 

### Structure de l'orage

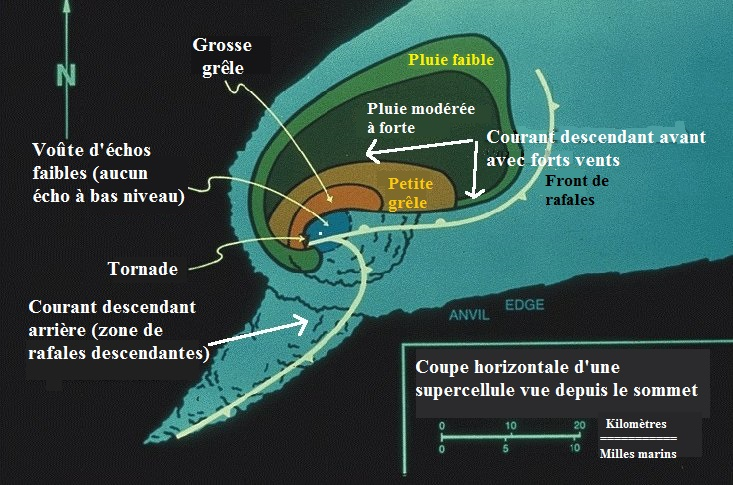
Structure horizontale d'un orage supercellulaire

Un orage supercellulaire peut être considéré comme une dépression de méso-échelle constitué de diverses régions. La zone centrale du cyclone se trouve proche de l'extrémité sud-ouest de l'orage (hémisphère nord). Cette région  prend la forme d'un écho en crochet sur les données radar et est surplombée par une voûte d'échos faibles en altitude. Elle correspond au courant ascendant central et c'est la plus dangereuse car c'est l'endroit où peuvent se produire les tornades. La circulation autour de ce mésocyclone est similaire à une dépression des latitudes moyennes et comporte des fronts.

#### Front chaud
En altitude, la vapeur d'eau amenée par le courant ascendant se condense et forme des précipitations en aval de celui-ci dans la circulation générale. Comme elles ne sont plus supportées par un mouvement ascensionnel, elles redescendent et entraînent l'air des niveaux élevés du nuage avec elles. Cet air se réchauffe aussi en descendant ce qui évapore une partie des précipitations et aide à accélérer le courant descendant avant en formant une goutte froide. Cet air arrivé à la surface rencontre l'air ambiant le long du front chaud du cyclone, rehaussant la zone de pluie forte sur le flanc nord-est de l'orage. Ces pluies seront de longue durée à cause de l'extension considérable de l'enclume vers l'avant de l'orage. Près du front et du centre de rotation se retrouve généralement la zone de grêle.

#### Front froid
Le courant descendant arrière provient lui de différentes sources à la bordure arrière du nuage. La première est l'air froid et sec de l'environnement qui entre dans le nuage en raison des vents qui se butent à la masse nuageuse. La seconde est l'évaporation des précipitations, comme la pluie ou la grêle, à la bordure qui refroidit l'air qui les entoure. La troisième est la différence de pression entre le sommet du nuage et sa base en amont du courant ascendant. En effet, ce dernier amène de la matière en altitude et donc il se crée un « vide » relatif de quelques hectopascals dans ce secteur. 
En général la conjonction de ces facteurs se produit entre le sommet et le milieu du nuage, là où les vents sont plus forts et se butent à la plus grande masse du nuage plus chaud et humide que l'environnement. Le résultat est une zone d'air plus froid et dense que le nuage à ce niveau qui se met à descendre sous l'influence de la poussée d'Archimède et la différence de pression. Ce courant est associé à des précipitations de courte durée mais surtout à des rafales descendantes. Sa présence à la surface est associée avec le front froid de la circulation et il est marqué par la présence d'une ligne de flanc constituée de cumulus congestus ou petits cumulonimbus secondaires correspondant au renouvellement de l'orage.

#### Ordre des événements

Boucle d'images radar de la tornade de Moore où la « boule de débris » et l’écho en crochet sont bien visibles

Historiquement, on pensait que les précipitations dans une supercellule se produisaient à l'arrière du nuage comme la figure 9.5 de l'ouvrage de Cotton l'indique (dérivée des hypothèses de Browning). On retrouve la même erreur dans l'ouvrage de Tom Bradbury. En fait, les précipitations à l'arrière sont une caractéristique des orages multi-cellulaires et des lignes de grain. Ainsi dans de tels orages, la grêle se trouve à l'avant, suivie de grosse pluie puis d'une pluie stratiforme. Dans une édition plus récente du même auteur cette figure a été supprimée ce qui montre que la modélisation des supercellules s'est affinée. 
L'ordre des événements avec un orage supercellulaire comportant une tornade est donc inversée par rapport à cette séquence habituelle. Il y a d'abord des pluies faibles, puis des pluies diluviennes, puis des petits grêlons, puis des gros grêlons et finalement la tornade elle-même alors que les précipitations ont cessé. Une telle séquence s'était produite à Oklahoma City lors de l'éruption des tornades de l'Oklahoma du 3 mai 1999, ce qui corrobore le modèle. La tornade de 2013 à Moore suivit le même processus comme l'animation radar ci-contre le montre.

### Types
Il existe quatre types d'orages supercellaires, classés selon leur intensité de précipitations ou leur extension verticale :
- Mini-supercellule (LT pour Low Topped en anglais) :

caractérisée par une hauteur de tropopause plus faible et généralement une EPCD (Énergie Potentielle Convective Disponible) plus modérée. Elles se produisent en général dans des conditions atmosphériques plus froides comme au printemps et à l'automne. Le cisaillement et la présence d'un mésocyclone sont par contre bien présents car le cisaillement des vents est alors plus important. Elles sont aussi appelées micro-supercellules.

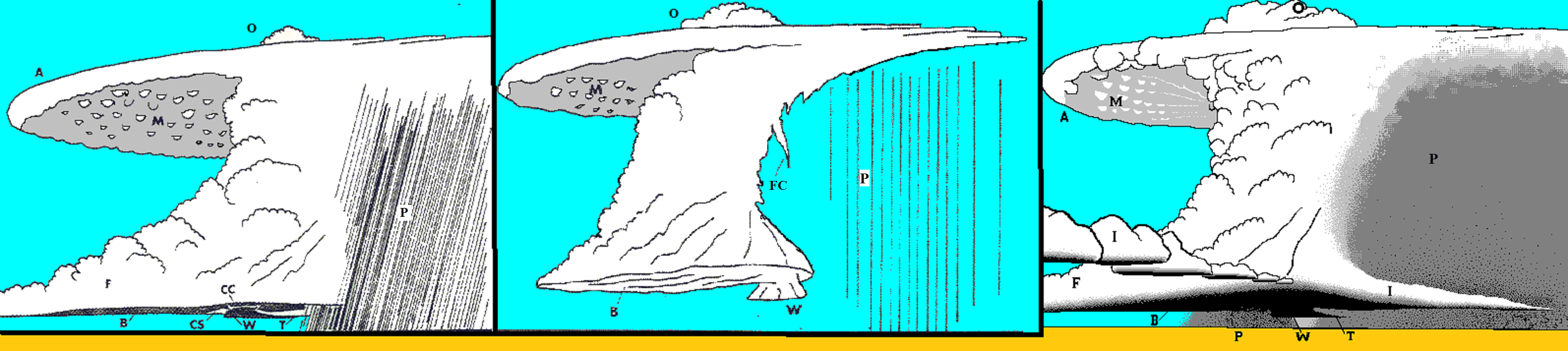
De gauche à droite, une vue latérale de trois types de supercellules (classique, faibles précipitations et fortes précipitations) et de la position des précipitations (P), de la base du nuage (B), de l'enclume (A) et du mur de nuages (W).

- Supercellule classique : c'est la forme la plus typique d'une supercellule décrite précédemment.
- Supercellule à faibles précipitations (LP en anglais pour Low Precipitation) :

caractéristique des endroits plus secs comme les Prairies canadiennes et les Grandes Plaines américaines, elles ont une base très haute au-dessus du sol et une grande extension verticale mais leur dimension horizontale est faible. Le taux de précipitations vu au radar, dans le nuage et sous celui-ci, est peu élevé et il est souvent difficile d'y voir une rotation. Toutefois, il peut se produire une chute de gros grêlons qui engendrent peu d'échos radar. La colonne de pluie est séparée de la zone en rotation et de celle de grêle. Ces cellules orageuses peuvent donner tous les éléments violents mentionnés antérieurement mais le plus probable est la grêle.
- Supercellule à fortes précipitations (HP pour High Precipitation en anglais) :

elles se forment dans un environnement riche en humidité. Elles sont plus étendues horizontalement, leur base est le plus souvent obscurcie par la pluie et les zones de pluie, grêle et de rotation ne sont souvent pas distinctes. Ces cumulonimbus donnent surtout des pluies torrentielles, des rafales descendantes et des tornades faibles à modérées, mais sont très dangereuses car les tornades sont dans une supercellule HP noyées dans le cœur des précipitations, ce qui rend la tornade presque invisible. La grêle y est moins probable.

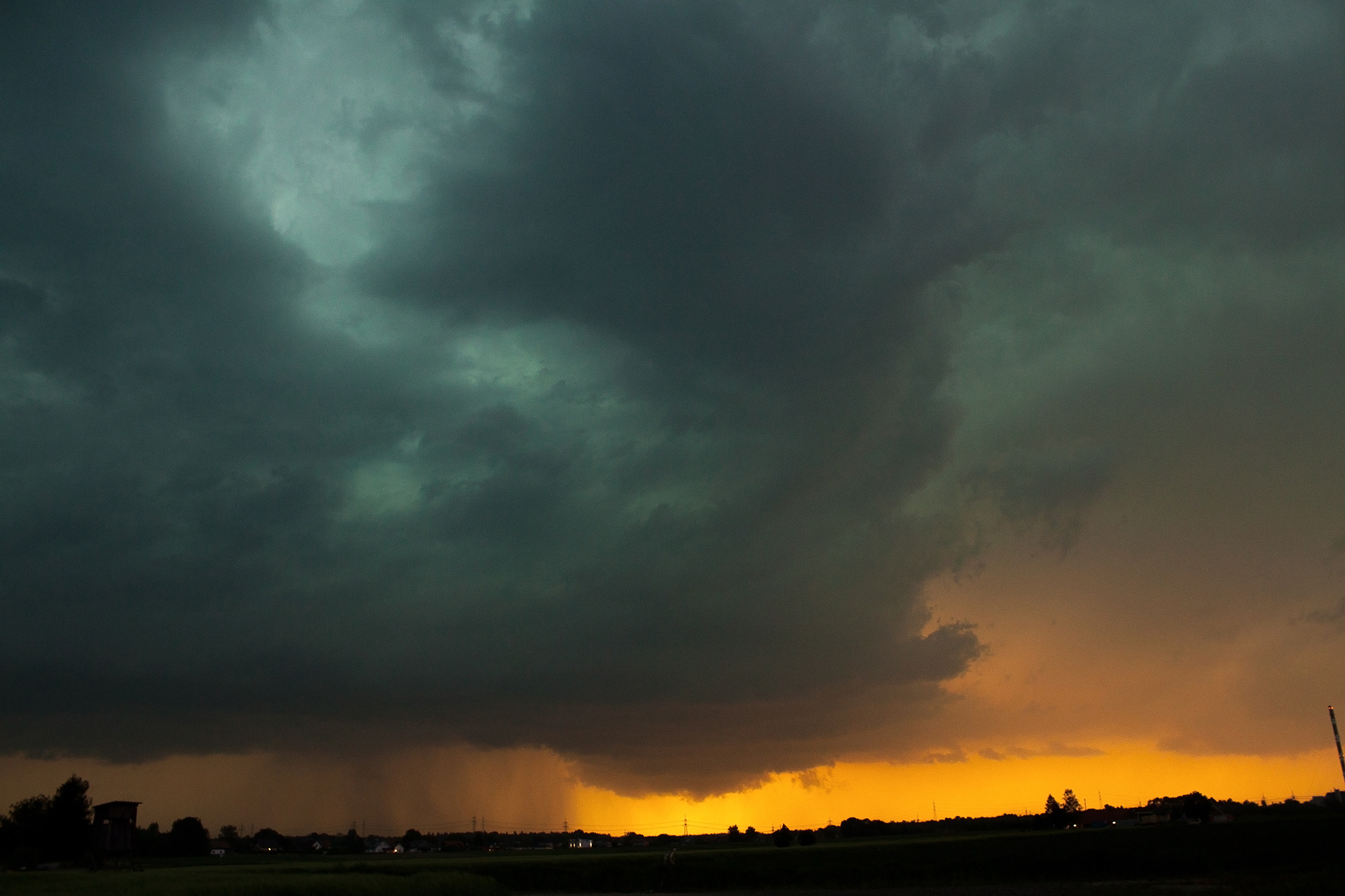
Supercellule classique.
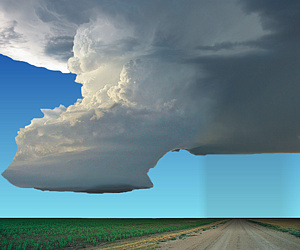
Vue idéalisée d'un supercellulaire à faibles précipitations.
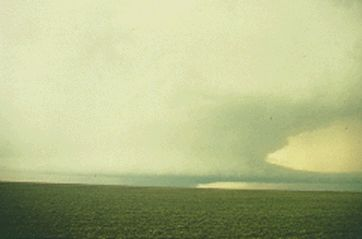
Photo d'un orage supercellulaire à fortes précipitations.

### Continuité avec d'autres types d'orages
- Tous les orages violents ne sont pas supercellulaires et il est possible que des orages multicellulaires soient eux aussi à l'origine de phénomènes violents. En fait, il existe un continuum entre les orages multicellulaires violents et les orages supercellulaires proprement dits. Dans un orage supercellulaire, les petits cumulonimbus associés à la ligne de flanc ne se développent pas pleinement tandis que pour un orage multicellulaire, ces cumulonimbus secondaires vont remplacer les cellules principales de l'orage. Ainsi, un orage multicellulaire pourra engendrer des cumulonimbus provoquant des tornades le long d'une ligne de flanc distante jusqu'à 35 km du noyau principal[17].
- Réciproquement, un orage supercellulaire peut se transformer en derecho ou se situer à l'avant de celui-ci[18],[19]. Ainsi, le 28 juillet 1986, des orages supercellulaires isolés se formèrent au Dakota du Sud. Ils produisirent de la grêle et des tornades. L'orage supercellulaire qui se déplaçait en direction du sud-sud-est à travers le sud-ouest du Minnesota prit la forme d'une grain en arc lorsqu'il traversa l'Iowa. Cet grain en arc se transforma finalement en derecho lorsqu'il accéléra en direction du sud-est. Des vents linéaires de 160 km/h furent enregistrés. Ce derecho se dissipa finalement aux environs de Saint Louis.

## Conditions pour la formation de supercellules

### Conditions aérologiques
Les supercellules vont se former lorsque le nombre global de Richardson est compris entre 10 et 50. Si le cisaillement est trop fort, les cumulonimbus vont être dispersés, si le cisaillement est faible les précipitations vont retomber dans le courant ascendant. Dans ces conditions des orages multicellulaires vont se former.

### Climatologie
Les orages supercellulaires peuvent se produire n'importe où dans le monde lorsque les conditions météorologiques sont adéquates. Le premier orage à être identifié comme supercellulaire est l'orage qui s'est abattu sur Wokingham en Angleterre. Il a été étudié par Keith Browning et Frank Ludlam en 1962.
Browning fit le travail initial qui fut suivi par Lemon et Doswell pour élaborer le modèle conceptuel moderne de l'orage supercellulaire
Dans la mesure des données disponibles, les orages supercellulaires sont les plus fréquents dans la zone des Grandes Plaines des États-Unis et du sud du Canada. Cette zone s'étend jusqu'au nord du Mexique et au sud-est des États-Unis. On retrouve aussi de nombreux orages supercellulaires dans le centre-est de l'Argentine, en Uruguay, au Bangladesh, dans certaines parties de l'Inde orientale, en Afrique du Sud, et en Australie. Ils peuvent aussi parfois survenir dans nombreuses régions aux latitudes moyennes, en particulier dans l'est de la Chine et dans toute l'Europe. Les régions où les occurrences d'orages supercellulaires sont les plus élevées sont les mêmes régions où les occurrences de tornades sont les plus élevées.

## Exemples

### Asie
Certains rapports suggèrent que le déluge de Maharashtra le 26 juillet 2005 à Bombay en Inde a été causé par un cumulonimbus supercellulaire de 15 km d'épaisseur. Ce jour-là 944 mm de pluie se sont abattus sur la ville, dont 700 mm sont tombés en seulement quatre heures. Les précipitations ont coïncidé avec une marée haute, ce qui a exacerbé l'ampleur des inondations.

### Australie
Le 14 avril 1999, une violente tempête plus tard classée comme un orage supercellulaire a frappé la côte est de la Nouvelle-Galles du Sud. On estime que la tempête a déversé 500 000 tonnes de grêlons pendant son cours. À l'époque, c'était la catastrophe la plus coûteuse de l'histoire des assurances en Australie, la catastrophe provoquant approximativement 2,3 milliards de dollars de dommages dont 1,7 milliard de dollars qui durent être payés par les compagnies d'assurances.
Le 27 février 2007, un orage supercellulaire frappa Canberra où la couche de grêle atteignit 1 mètre. La couche fut si épaisse que le toit d'un centre commercial nouvellement construit s'est effondré. Les oiseaux ont été tués par la grêle produite par le cumulonimbus supercellulaire et les gens furent bloqués. Le jour suivant, de nombreux foyers à Canberra furent inondés soit à cause de l'impossibilité d'évacuer rapidement les eaux pluviales ou à cause des coulées de boue
Le 6 mars 2010, des orages supercellulaires ont frappé Melbourne. Les orages ont causé des inondations soudaines dans le centre de la ville et des grêlons de la taille d'une balle de tennis (de l'ordre de 10 cm) ont frappé voitures et bâtiments, causant plus de 220 millions de dollars de dégâts. 40 000 sinistres furent déclarés aux compagnies d'assurances. En seulement 18 minutes, 19 mm de pluie se sont abattus provoquant la pagaille dans les rues. Les trains, les avions et les voitures furent bloqués. 
Ce même mois, le 22 mars 2010, un orage supercellulaire frappa Perth. Cet orage fut l'un des pires de l'histoire de la ville, où des grêlons de 6 cm de diamètre et des pluies torrentielles s'abattirent sur la ville. Ces précipitations durèrent 47 minutes seulement et la hauteur de ces précipitations correspond à la quantité totale moyenne des précipitations au cours d'un mois de mars. Les grêlons ont causé des dommages matériels importants, des voitures ont été bosselées et des vitres ont été brisées.
L'orage lui-même causa plus de 100 millions de dollars de dommages.

### Europe

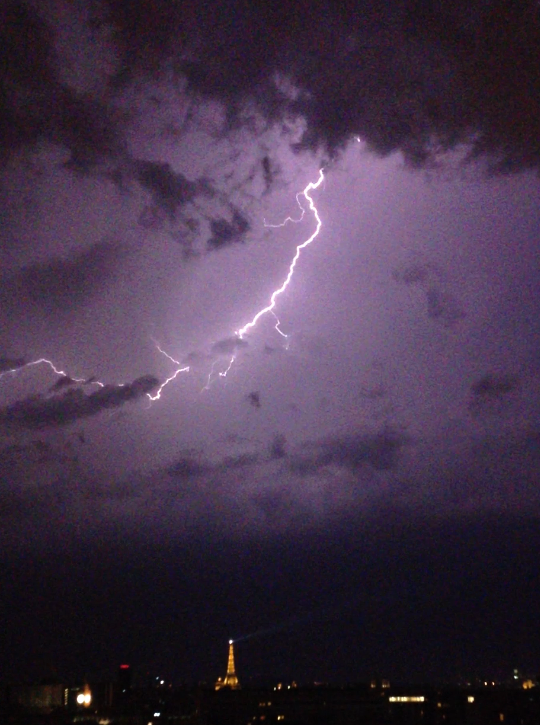
Éclair au-dessus de Paris le 9 juin 2014 à 00h30

En 2009, dans la nuit du lundi 25 mai, un orage supercellulaire se forma au-dessus de la Belgique. Il a été décrit par le météorologue belge Frank Deboosere comme « l'un des pires orages de ces dernières années » et a causé beaucoup de dégâts en Belgique – principalement dans les provinces de Flandre orientale (autour de Gand), dans le Brabant flamand (autour de Bruxelles) et à Anvers. L'orage se produisit entre 1 heure et 4 heures du matin. Un nombre incroyable de 30 000 éclairs ont été enregistrés en 2 heures dont 10 000 impacts de foudre au sol. Des grêlons jusqu'à 6 cm de diamètre ont été observés dans certains endroits et des rafales de vent de plus de 90 km/h ont été enregistrées. À Melle près de Gand, une rafale de 101 km/h fut enregistrée. Des arbres ont été déracinés et soufflés sur plusieurs autoroutes. À Lillo (à l'est d'Anvers) un train de marchandises a été projeté hors de la voie ferrée,.
Le 18 août 2011, le festival de rock Pukkelpop à Kiewit, a été frappé par une supercellule associée à un mésocyclone autour de 18 h 15. Des vents de force tornadique furent signalés, des arbres de plus de 30 cm de diamètre furent déracinés et des tentes furent arrachées. De la grosse grêle a ravagé la zone. Cinq personnes auraient trouvé la mort et plus de 140 personnes furent blessées. Une personne supplémentaire décéda une semaine plus tard. L'événement fut suspendu. Les bus et les trains furent mobilisés pour ramener les spectateurs à leur domicile.
Dans la matinée du 17 juin 2013, un violent orage s'abattit sur Paris où suivant les témoignages, il faisait nuit à 10 h 50 du matin. L'événement n'a duré qu'une dizaine de minutes et le soleil est réapparu dans l'après-midi. Ce système orageux a rapidement balayé le quart nord-ouest de la France et a localement engendré des chutes de grosse grêle. D'après le groupe Keraunos,
un système organisé d'orages supercellulaires s'est abattu sur l'Île-de-France. Les photos prises montrent la présence d'arcus et les cumulonimbus ont une forme circulaire typique de supercellules. De plus, l'énergie potentielle de convection disponible (EPCD) était de 4 000 J/kg et l'indice de soulèvement (LI) était de −12 K ajoutés à un très fort cisaillement des vents en altitude. De plus, au sommet du cumulonimbus, la température était de −70 ⁰C.
Toutes les conditions étaient donc réunies pour qu'un événement extrême se produisît.
Durant les journées du 8 au 9 juin 2014, les régions Nouvelle-Aquitaine, Centre-Val de Loire et Île-de-France sont traversées par plusieurs structures supercellulaires sous lesquelles l'activité électrique était particulièrement importante, donnant ainsi lieu à une succession ininterrompue d'éclairs pendant 3 heures, de 22 heures à 1 heure du matin, suivie d'une averse de grêle avec des grêlons atteignant 7 à 12 cm de diamètre .
Un orage supercellulaire se forme dans la nuit du 22 au 23 mai 2022 dans l'Indre, et se déplace sur une quinzaine de communes situées le long d'un axe allant de Le Blanc à Châteauroux. Les rafales atteignent une vitesse de 107 km/h à Rosnay et l'activité électrique très intense occasionne des milliers d'impacts de foudre sur 90 % du département. Certains grêlons atteignirent 10 cm de diamètre. La grêle cause d'importants dégâts.

### Amérique du Nord

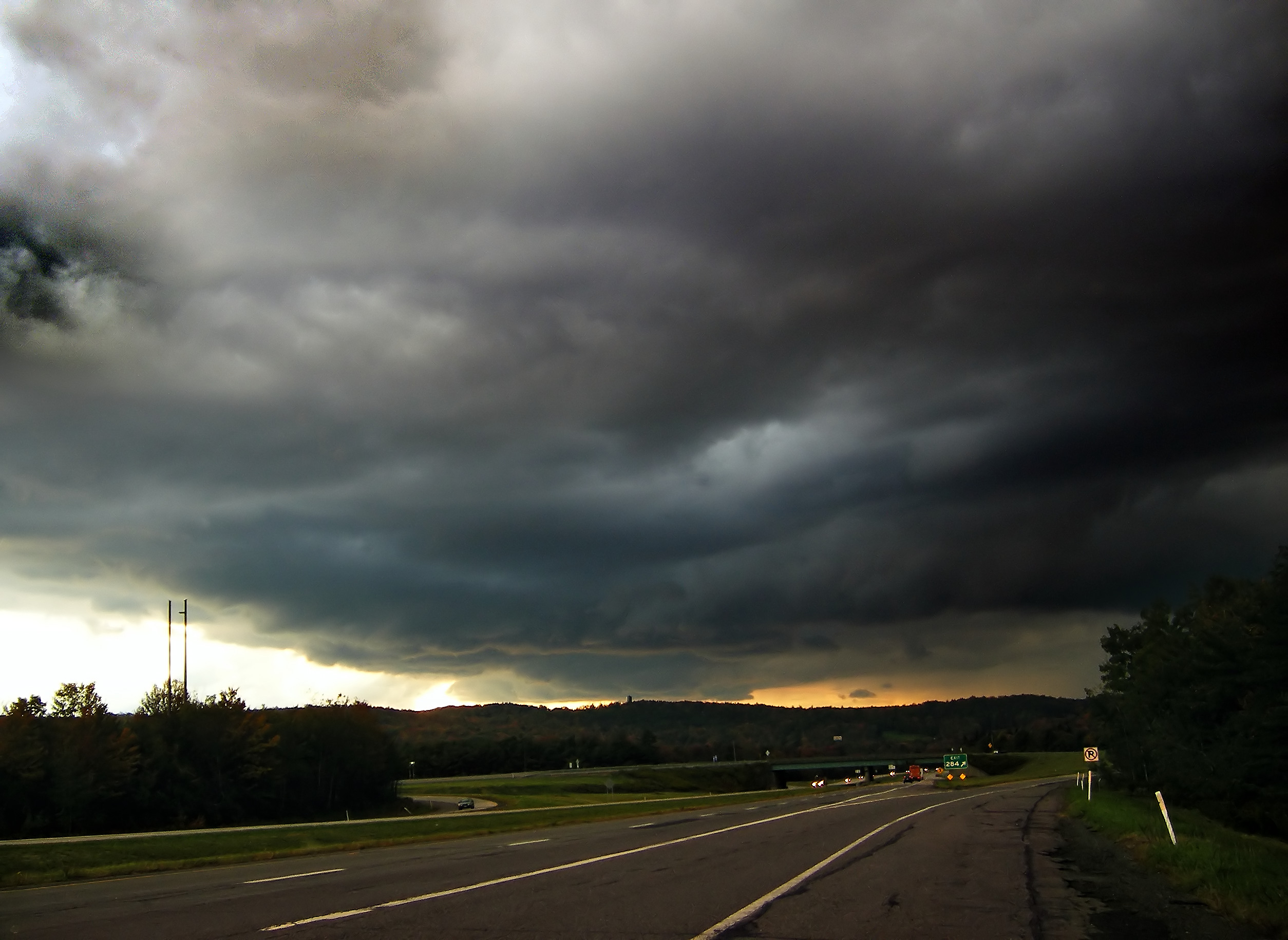
Orage violent en formation en Pennsylvanie.

La Tornado Alley est une région des États-Unis, où beaucoup de phénomènes météorologiques violents comme des tornades se produisent. Si les orages supercellulaires peuvent frapper à n'importe quel moment entre mars et novembre, ils se produisent le plus souvent au printemps. De nombreuses alertes aux tornades sont émises au printemps et en été.
Gainesville, en Géorgie fut le site de la séquence de tornades de 1936 qui fut la cinquième série la plus meurtrière de l'histoire des États-Unis. Gainesville fut dévastée et 203 personnes trouvèrent la mort.
Le 3 juin 1980, une série de 7 tornades frappa Grand Island (Nebraska), tuant 5 personnes et en blessant 200.
La tornade d'Elie au Manitoba le 22 juin 2007 est la première tornade de force F5, maximum de l’échelle de Fujita, jamais rapportée au Canada. Cette tornade est aussi l'une des plus puissantes concernant l'Amérique du Nord entre 1999 et 2007, seulement une autre F5 ayant été rapportée durant cette période. Elle toucha le sol pendant environ 35 minutes et parcouru une distance d'environ 5,5 kilomètres le long d’un corridor de 300 mètres de large. Plusieurs maisons furent rasées mais personne n'a été blessé ou tué par la tornade. 
Le 3 mai 1999, une série massive de 66 tornades frappa la région d'Oklahoma City dont une tornade de force F5. Dans toute la région (Oklahoma, Kansas et Texas), 141 tornades ont été recensées.
En mai 2013, une série de tornades provoqua des dégâts importants dans la région d'Oklahoma City. La première vague de tornades se produisit du 18 au 21 mai. Une des tornades de force F5 appelée tornade de Moore fut initialement repérée à Newcastle, traversa Oklahoma City et toucha le sol pendent 39 minutes. Elle frappa la région de Moore qui est densément peuplée. Le vent atteignit la vitesse de 190 nœuds soit 340 km/h. Le bilan s'élève à 23 morts et 377 blessés. 61 tornades supplémentaires ont été officiellement recensées et leur nombre total pourrait s'élever à 95. Dans la nuit du 31 mai, 9 personnes supplémentaires ont été tuées par une nouvelle série de tornades dans la région.

### Afrique du Sud
L'Afrique du Sud est témoin plusieurs fois par an d'orages supercellulaires associés à des tornades isolées. Le plus souvent, ces tornades se produisent dans des régions agricoles causant peu de dommages matériels et donc un grand nombre de tornades se produisant en Afrique du Sud ne sont pas signalées. La majorité des orages supercellulaires se développent dans les parties centrales, dans le nord et le nord est du pays. Le Free State, Gauteng, KwaZulu-Natal sont généralement les provinces où ces orages sont les plus courants. Toutefois, la présence d'orages supercellulaires n'est pas limitée à ces provinces. À l'occasion, la grêle atteint une taille supérieure à la taille d'une balle de golf, et les tornades, bien que rares, se produisent également.
Le 6 mai 2009, un écho en crochet nettement défini a été identifié par les radars locaux sud-africains. L'imagerie satellitaire a démontré la présence d'un gros orage supercellulaire. Dans cette zone, des fortes pluies, des vents violents et de la grosse grêle ont été rapportés.
Le dimanche 2 octobre 2011, 2 tornades dévastatrices ont frappé deux régions distinctes de l'Afrique du Sud le même jour, à quelques heures d'intervalle. La première, classée F2,  frappa Meqheleng près de Ficksburg, État libre. Elle dévasta des cabanes et des maisons, déracina des arbres et tuèrent un jeune enfant. La seconde frappa Duduza, près de Nigel dans la province de Gauteng, également classés comme F2. Cette tornade a dévasté une partie complète de l'agglomération et tua deux enfants, en détruisant des cabanes et des bidonvilles.

## Vol à voile et aviation
D'une part, les courants ascendants à l'intérieur d'un cumulonimbus associé à un orage supercellulaire peuvent atteindre 45 m/s  (soit 90 nœuds) ce qui correspond à la vitesse du vent associé à un cyclone tropical de faible intensité. De plus les turbulences à l'intérieur du nuage peuvent être extrêmes et briser un aéronef. Il est donc extrêmement dangereux de voler à l'intérieur d'un tel monstre.
D'autre part, les rafales descendantes dans la zone de précipitations peuvent être extrêmement violentes et empêcher tout atterrissage d'aéronef. Il est donc fortement recommandé par les autorités réglementaires, comme la FAA américaine, de s'éloigner dès que possible de la zone sans précipitations et d'atterrir le plus loin possible de l'orage. Ainsi, la FAA recommande que les aéronefs ne devraient pas s'approcher à moins de 20 milles marins (37 km) des orages violents.